# Famous Monsters
Famous Monsters är ett musikalbum av The Misfits från 1999. Det var gruppens andra album utan Glenn Danzig och det sista med nytt material med den nya sångaren Michale Graves, som hoppade av bandet 2000.
Det gjordes en musikvideo till låten "Scream!" vilken regisserades av George A. Romero.

## Låtlista
1. "Kong at the Gates" - 1:22
2. "The Forbidden Zone" - 2:23
3. "Lost in Space" - 2:27
4. "Dust to Dust" - 2:22
5. "Crawling Eye" - 2:22
6. "Witch Hunt" - 1:31
7. "Scream!" - 2:33
8. "Saturday Night" - 3:28
9. "Pumpkin Head" - 2:16
10. "Scarecrow Man" - 3:10
11. "Die Monster Die" - 2:00
12. "Living Hell" - 2:54
13. "Descending Angel" - 3:46
14. "Them!" - 2:43
15. "Fiend Club" - 2:52
16. "Hunting Humans" - 2:06
17. "Helena" - 3:20
18. "Kong Unleashed" - 0:45
19. "Devil Doll" (bonusspår i Storbritannien och Japan)
20. "1,000,000 Years B.C." (bonusspår i Storbritannien)
21. "Helena 2" (bonusspår i Storbritannien)

## Medverkande
- Michale Graves - sång
- Jerry Only - bas
- Doyle Wolfgang von Frankenstein - gitarr
- Dr. Chud - trummor